# Héderváry Lehel
Hévízgyörki Héderváry Lehel, 1881-ig Hadl (Újpest, 1876. június 1. – Budapest, 1932. február 2.) ügyvéd, lapszerkesztő, országgyűlési képviselő, Héderváry Hugó gyógyszerész testvére, Héderváry Klára apja.

## Élete
Apja hévízgyörki Héderváry Sámuel (1830–1922) főorvos, az újpesti kórház alapítója, anyja Luxenberg Cecília (1831–1919) volt. Középiskoláit Budapesten, Késmárkon és Rimaszombaton végezte. Tanulmányait a Kolozsvári Magyar Királyi Ferenc József Tudományegyetemen folytatta, ahol 1898-ban jogi végzettséget szerzett. Kolozsvárott megalapította az Újság című függetlenségi napilapot (1898–1900). Később ügyvédi oklevelet szerzett és Budapesten ügyvédi gyakorlatot folytatott. 1905-ben a Függetlenségi és Negyvennyolcas Párt programjával három cikluson át a gödöllői választókerület országgyűlési képviselője (1905–1918) volt.  Ebben az időben Kossuth Ferenc belső köréhez tartozott. 1914 márciusa és júliusa között Károlyi Mihály útitársa volt amerikai körútján. Visszatérőben a hajón – Buza Barnával együtt – a franciák elfogták és Brestbe internálták, ahol tizenhat hónapot töltött. Miután hazatért, szakított Károlyival (1917) és egyik leghevesebb ellenfeleinek egyikévé vált. 1919 tavaszától a bécsi ellenforradalmi szervezkedés résztvevője volt. A Tanácsköztársaság bukása után visszavonult a politikai élettől és 1929 júniusától haláláig Újpest közjegyzője volt.

## Családja
Házastársa Radó Klára volt, Radó Sámuel és Hirsch Nelly lánya, akit 1919. március 14-én Budapesten, a Terézvárosban vett nőül. Mindketten kikeresztelkedettek az unitárius vallásra.